# Suore missionarie francescane di Guadalupe
Le Suore Missionarie Francescane di Guadalupe (in spagnolo Hermanas Misioneras Franciscanas de Guadalupe; sigla M.F.G.) sono un istituto religioso femminile di diritto pontificio.

## Storia
La congregazione fu fondata il 12 novembre 1953 a Culiacán, in Messico, dal vescovo del luogo, Lino Aguirre García, insieme con María Guadalupe Martínez Orozco.
L'erezione canonica della comunità in congregazione religiosa di diritto diocesano ebbe luogo il 12 marzo 1965.

## Attività e diffusione
Le suore si dedicano all'aiuto al clero diocesano nel suo ministero pastorale, all'insegnamento del catechismo, al lavoro in scuole, orfanotrofi e ricoveri per anziani.
Oltre che in Messico, sono presenti in Venezuela; la sede generalizia è a Culiacán.
Nel 2014 l'istituto contava 92 religiose in 14 case.